# フェルナンド・ゴンサレス
フェルナンド・フランシスコ・ゴンサレス・シウファルディ（Fernando Francisco González Ciuffardi, 1980年7月29日 - ）はチリの首都サンティアゴ出身の元男子プロテニス選手。2007年全豪オープン男子シングルス準優勝者であり、2004年アテネ五輪の男子ダブルスで金メダル、男子シングルス部門で銅メダル、北京五輪男子シングルスで銀メダルがある。シングルス自己最高ランキングは5位。ATPツアーでシングルス11勝、ダブルス3勝を挙げた。身長183cm、体重82kg。右利き、バックハンド・ストロークは片手打ち。

## 選手経歴

### 1999年 プロ転向
ジュニア時代に、1998年全仏オープンジュニア男子シングルスでライバルのフアン・カルロス・フェレーロを破って優勝し、翌1999年に19歳でプロ転向。

### 2000年 ツアー初優勝
翌2000年、全米男子クレーコート選手権でニコラス・マスーとのチリ勢決勝対決を制し、ツアー初優勝を飾った。ATPツアーにおいてチリ勢決勝対決が行われたのは、1982年以来18年ぶりの出来事だった。この年は順調にランキングを上げ、135位で終えた。

### 2002年 全米ベスト8
2002年は2大会で優勝を挙げ、同年の全米オープンでは4大大会にて自身初の準々決勝進出を果たす。準々決勝ではシェング・シャルケンに7-6, 3-6, 3-6, 7-6, 6-7のフルセットで敗れたが、世界ランキング18位で年を終える飛躍を見せた。

### 2003年 全仏ベスト8
2003年全仏オープンの準々決勝で、ジュニア時代からのライバルであるファン・カルロス・フェレーロに1-6, 6-3, 1-6, 7-5, 4-6で敗れた。この年は優勝が無く、35位で年を終えた。

### 2004年 アテネ五輪金・銅メダル獲得
2004年アテネ五輪で、チリ代表に選出され、ニコラス・マスーと組んだ男子ダブルスで金メダルを獲得した。決勝の相手はドイツのニコラス・キーファー/ライナー・シュットラー組で、試合は6-2, 4-6, 3-6, 7-6, 6-4のフルセットの末勝利。男子シングルスでもベスト4まで勝ち進み、3位決定戦でアメリカのテーラー・デントを6-4, 2-6, 16-14で下して銅メダルを獲得した。こうしてゴンサレスは、マスーと並んでチリの国民的英雄となった。2004年度は23位で終えた。

### 2005年 ウィンブルドンベスト8
2005年にゴンサレスは男子ツアーで3大会優勝を挙げ、ウィンブルドンでは初めて準々決勝に進出したがロジャー・フェデラーに5-7, 2-6, 6-7で敗退。また、全仏オープン男子ダブルスでマスーと組み、準決勝進出を果たした。2005年度を11位で終えた。

### 2007年 全豪準優勝 世界5位
2007年全豪オープンで、ゴンサレスは初の4大大会決勝進出を果たす。3回戦でレイトン・ヒューイット、4回戦でジェームズ・ブレーク、準々決勝でラファエル・ナダル、準決勝でトミー・ハースといった強豪を破る快進撃を見せ、決勝で過去9戦全敗だったロジャー・フェデラーに6-7, 4-6, 4-6で敗れて優勝を阻まれたが、チリの男子テニス選手が4大大会シングルス決勝に進出したのは、1998年全豪オープンの準優勝者マルセロ・リオス以来9年ぶりであった。この年は優勝こそ1大会に止まったものの、戦績は良好。年最終戦テニス・マスターズ・カップではラウンドロビンにて、10戦全敗だったロジャー・フェデラーに初めて勝利し、2007年度は7位で終えた。

### 2008年 北京五輪銀メダル獲得
2008年は全豪オープンの3回戦敗退により、世界ランキングで大きく後退したが、2大会で優勝。全仏オープンで5年ぶり2度目の準々決勝進出があり、フェデラーに6-2, 2-6, 3-6, 4-6で競り負けた。8月の北京五輪において、ゴンサレスは2大会連続で男子シングルスのメダルを獲得する。第12シードから決勝まで進出した彼は、金メダルをかけた決勝戦でラファエル・ナダルに3-6, 6-7, 3-6で敗れた。

### 2009年 全仏ベスト4
2009年全仏オープンでは初の準決勝に進み、4回戦で第1シードのラファエル・ナダルを破って勝ち進んだロビン・セーデリングと対戦。2セット先行されてから追い上げ、第5セットまで持ち込むものの、最終的に3-6, 5-7, 7-5, 6-4, 4-6で敗れ決勝進出ならず。

### 2012年 引退
ゴンサレスは2012年ソニー・エリクソン・オープン1回戦でニコラ・マユに5-7, 6-4, 6-7(3)で敗れた試合を最後に31歳で現役を引退した。

## プレースタイル
ベースライン付近でプレーするストローカーである。中でも特筆すべきは、彼の強力なフォアハンドである。強い筋力によって体の鋭い回転に腕をついて行かせることで、大きなスイングによってフォアハンドで非常に威力の強いボールを打つことができる。ラファエル・ナダルに比べて高い打点に強いと言える。

## ATPツアー決勝進出結果

### シングルス: 22回 (11勝11敗)
| 大会グレード                            |
| グランドスラム (0-1)                    |
| オリンピック (0-1)                      |
| ATPワールドツアー・ファイナル (0-0)     |
| ATPワールドツアー・マスターズ1000 (0-2) |
| ATPワールドツアー・500シリーズ (0-1)    |
| ATPワールドツアー・250シリーズ (11-6)   |

| サーフェス別タイトル |
| ハード (2-6)         |
| クレー (8-3)         |
| 芝 (0-0)             |
| カーペット (1-2)     |

| 結果   | No. | 決勝日         | 大会                 | サーフェス        | 対戦相手                 | スコア                    |
| ------ | --- | -------------- | -------------------- | ----------------- | ------------------------ | ------------------------- |
| 優勝   | 1.  | 2000年5月7日   | オーランド           | クレー            | ニコラス・マスー         | 6–2, 6–3                  |
| 優勝   | 2.  | 2002年2月17日  | ビニャ・デル・マール | クレー            | ニコラス・ラペンティ     | 6–3, 6–7(5–7), 7–6(7–4)   |
| 優勝   | 3.  | 2002年9月29日  | パレルモ             | クレー            | ホセ・アカスソ           | 5–7, 6–3, 6–1             |
| 準優勝 | 1.  | 2002年10月27日 | バーゼル             | カーペット (室内) | ダビド・ナルバンディアン | 4–6, 3–6, 2–6             |
| 準優勝 | 2.  | 2003年8月3日   | ワシントンD.C.       | ハード            | ティム・ヘンマン         | 3–6, 4–6                  |
| 準優勝 | 3.  | 2003年10月5日  | メス                 | ハード (室内)     | アルノー・クレマン       | 3–6, 6–1, 3–6             |
| 優勝   | 4.  | 2004年2月15日  | ビニャ・デル・マール | クレー            | グスタボ・クエルテン     | 7–5, 6–4                  |
| 準優勝 | 4.  | 2004年7月18日  | アメルスフォールト   | クレー            | マルティン・フェルケルク | 6–7(5–7), 6–4, 4–6        |
| 優勝   | 5.  | 2005年1月16日  | オークランド         | ハード            | オリビエ・ロクス         | 6–4, 6–2                  |
| 準優勝 | 5.  | 2005年2月6日   | ビニャ・デル・マール | クレー            | ガストン・ガウディオ     | 3–6, 4–6                  |
| 優勝   | 6.  | 2005年7月24日  | アメルスフォールト   | クレー            | アグスティン・カレリ     | 7–5, 6–3                  |
| 優勝   | 7.  | 2005年10月30日 | バーゼル             | カーペット (室内) | マルコス・バグダティス   | 6–7(10–12), 6–3, 7–5, 6–4 |
| 準優勝 | 6.  | 2006年10月15日 | ウィーン             | ハード (室内)     | イワン・リュビチッチ     | 3–6, 4–6, 5–7             |
| 準優勝 | 7.  | 2006年10月22日 | マドリード           | ハード (室内)     | ロジャー・フェデラー     | 5–7, 1–6, 0–6             |
| 準優勝 | 8.  | 2006年10月29日 | バーゼル             | カーペット (室内) | ロジャー・フェデラー     | 3–6, 2–6, 6–7(3–7)        |
| 準優勝 | 9.  | 2007年1月28日  | 全豪オープン         | ハード            | ロジャー・フェデラー     | 6–7(2–7), 4–6, 4–6        |
| 準優勝 | 10. | 2007年5月13日  | ローマ               | クレー            | ラファエル・ナダル       | 2–6, 2–6                  |
| 優勝   | 8.  | 2007年9月16日  | 北京                 | ハード            | トミー・ロブレド         | 6–1, 3–6, 6–1             |
| 優勝   | 9.  | 2008年2月3日   | ビニャ・デル・マール | クレー            | フアン・モナコ           | 不戦勝                    |
| 優勝   | 10. | 2008年5月4日   | ミュンヘン           | クレー            | シモーネ・ボレッリ       | 7–6(7–4), 6–7(4–7), 6–3   |
| 準優勝 | 11. | 2008年8月17日  | 北京五輪             | ハード            | ラファエル・ナダル       | 3–6, 6–7(2–7), 3–6        |
| 優勝   | 11. | 2009年2月8日   | ビニャ・デル・マール | クレー            | ホセ・アカスソ           | 6–1, 6–3                  |

### ダブルス: 4回 (3勝1敗)
| 結果   | No. | 決勝日         | 大会               | サーフェス | パートナー             | 対戦相手                                    | スコア                     |
| ------ | --- | -------------- | ------------------ | ---------- | ---------------------- | ------------------------------------------- | -------------------------- |
| 優勝   | 1.  | 2004年8月21日  | アテネ五輪         | ハード     | ニコラス・マスー       | ニコラス・キーファー ライナー・シュットラー | 6–2, 4–6, 3–6, 7–6(7), 6–4 |
| 優勝   | 2.  | 2005年4月10日  | バレンシア         | クレー     | マルティン・ロドリゲス | ルカス・アルノルド・カー マリアノ・フッド   | 6–4, 6–4                   |
| 準優勝 | 1.  | 2005年7月24日  | アメルスフォールト | クレー     | ニコラス・マスー       | ルイス・オルナ マルティン・ガルシア         | 4–6, 4–6                   |
| 優勝   | 3.  | 2005年10月31日 | バーゼル           | カーペット | アグスティン・カレリ   | ステファン・フース ウェスリー・ムーディ     | 7–5, 7–5                   |

## シングルス成績
略語の説明
| W | F | SF | QF | #R | RR | Q# | LQ | A | Z# | PO | G | S | B | NMS | P | NH |

W=優勝, F=準優勝, SF=ベスト4, QF=ベスト8, #R=#回戦敗退, RR=ラウンドロビン敗退, Q#=予選#回戦敗退, LQ=予選敗退, A=大会不参加, Z#=デビスカップ/BJKカップ地域ゾーン, PO=デビスカップ/BJKカッププレーオフ, G=オリンピック金メダル, S=オリンピック銀メダル, B=オリンピック銅メダル, NMS=マスターズシリーズから降格, P=開催延期, NH=開催なし.
| 大会           | 2000 | 2001 | 2002 | 2003 | 2004 | 2005 | 2006 | 2007 | 2008 | 2009 | 2010 | 2011 | 通算成績 |
| -------------- | ---- | ---- | ---- | ---- | ---- | ---- | ---- | ---- | ---- | ---- | ---- | ---- | -------- |
| 全豪オープン   | A    | 1R   | 4R   | 2R   | 1R   | 3R   | 1R   | F    | 3R   | 4R   | 4R   | A    | 20–10    |
| 全仏オープン   | LQ   | 2R   | 3R   | QF   | 1R   | 3R   | 2R   | 1R   | QF   | SF   | 2R   | A    | 20–10    |
| ウィンブルドン | A    | LQ   | 2R   | 1R   | 3R   | QF   | 3R   | 3R   | 2R   | 3R   | A    | 3R   | 16–9     |
| 全米オープン   | 2R   | LQ   | QF   | 3R   | 1R   | 3R   | 3R   | 1R   | 4R   | QF   | 1R   | 1R   | 18–11    |

### 大会最高成績
| 大会                 | 成績 | 年               |
| -------------------- | ---- | ---------------- |
| マスターズ・カップ   | RR   | 2005, 2007       |
| インディアンウェルズ | 4R   | 2005, 2007, 2009 |
| マイアミ             | SF   | 2004             |
| モンテカルロ         | SF   | 2006             |
| マドリード           | F    | 2006             |
| ローマ               | F    | 2007             |
| カナダ               | SF   | 2006             |
| シンシナティ         | SF   | 2002, 2006       |
| 上海                 | F    | 2015             |
| パリ                 | 3R   | 2009             |
| ハンブルク           | QF   | 2003, 2007       |
| オリンピック         | S    | 2008             |
| デビスカップ         | QF   | 2006, 2010       |